# Rosedale (Nuevo México)
Rosedale es un lugar designado por el censo del condado de Grant, Nuevo México, Estados Unidos. Según el censo de 2020, tiene una población de 377 habitantes.
En los Estados Unidos, un lugar designado por el censo (traducción literal de la frase en inglés census-designated place, CDP) es una concentración de población identificada por la Oficina del Censo exclusivamente para fines estadísticos. 

## Geografía
Está ubicado en las coordenadas 32°45′53″N 108°14′37″O / 32.76472, -108.24361 (32.764663, -108.243476). Según la Oficina del Censo, tiene una superficie de 4.58 km² de tierra y 0.001 km² de agua.

## Demografía
Según el censo de 2020, hay 377 personas residiendo en la zona. La densidad de población es de 82.31 hab./km². El 67.1% de los habitantes son blancos, el 0.5% son amerindios, el 0.3% es isleño del Pacífico, el 13.5% son de otras razas y el 18.6% son de una mezcla de razas. Del total de la población, el 41.4% son hispanos o latinos de cualquier raza.